# Сімудзу Кейґо
Сімудзу Кейґо (2 липня 1939) — японський плавець.
Призер Олімпійських Ігор 1960 року.
Переможець Азійських ігор 1962 року.
Переможець літньої Універсіади 1961 року.